# 閩海道
閩海道（びんかい-どう）は中華民国北京政府により設置された福建省の道。

## 沿革
1913年（民国2年）2月12日、東路道として成立、観察使は閩侯県に置かれ、下部に閩侯、古田、屏南、閩清、長楽、連江、羅源、永泰、福清、霞浦、福鼎、寧徳、寿寧、福安の18県を管轄した。1914年（民国3年）5月23日、閩海道と改称され、観察使も道尹と改められ、新たに平潭県を管轄した。1927年（民国16年）に廃止されている。

## 行政区画
廃止直前の下部行政区画は下記の通り。（50音順）
- 永泰県
- 霞浦県
- 古田県
- 寿寧県
- 長楽県
- 寧徳県
- 閩侯県
- 閩清県
- 福安県
- 福清県
- 福鼎県
- 屏南県
- 羅源県
- 連江県